# Mutspitze (Texelgruppe)
Die Mutspitze (auch Mutspitz oder einfach die Mut, italienisch Monte Muta) ist ein 2291 m s.l.m. hoher Berg in Südtirol, Italien.

## Lage
Die Mutspitze liegt nördlich von Meran oberhalb der Ortschaft Dorf Tirol und bildet den südöstlichen Eckpfeiler der Texelgruppe, einer Gebirgsgruppe der Ötztaler Alpen. Nach Süden hin fällt die Mutspitze steil zum etwa 2.000 Meter tiefer gelegenen Talkessel von Meran mit den Ortschaften Algund und Dorf Tirol ab. An der ebenfalls steil abfallenden Nord- und Ostseite erstreckt sich das Spronser Tal mit den Spronser Seen. Im Nordwesten befindet sich die Taufenscharte (2231 m) und das Mitterjoch (2200 m), das weiter zur Kleinen Rötelspitz und zur Spronser Rötelspitze führt. Der Berg ist im Naturpark Texelgruppe unter Schutz gestellt.

## Wege
Der Aufstieg auf die Mutspitze kann über mehrere Routen erfolgen. Ein Weg führt von Dorf Tirol über den Gasthof Farmerkreuz und die unteren Muthöfe zum Hochmuter (1361 m; hierher gelangt man auch mit der Hochmuterbahn) und weiter über Steinegg (1396 m) bis zum Mutkopf (1664 m). Über den Weg Nr. 23 erreicht man von dort in etwa eineinhalb Stunden den Gipfel. Weiters gelangt man auch von Vellau aus zum Gipfel, indem man zur Leiteralm (1522 m) wandert und über den Weg Nr. 25 zur Taufenscharte (2230 m) und weiter aufsteigt.

## Name
Das Etymon Mut oder Mutt tritt im zentralen Alpenraum häufig auf. Es ist vermutlich auf ein vorrömisches Wort mit der Bedeutung „Hügel, Kuppe, stumpfe Erhebung“ zurückzuführen. Im Falle der Mutspitze ist der Bergname bereits im 13. Jahrhundert belegbar.